# Хорьков, Григорий Васильевич
Григорий Васильевич Хорьков — советский хозяйственный, государственный и политический деятель.

## Биография
Родился в 1904 году в деревне Рубцово. Член КПСС.
С 1928 года — на хозяйственной, общественной и политической работе. В 1928—1958 гг. — секретарь, председатель сельского Совета, заведующий Отделом Исполнительного комитета Пестяковского, Макарьевского районных Советов, председатель Исполнительного комитета Макарьевского районного Совета, заведующий Ивановским областным переселенческим отделом, секретарь Ивановского областного комитета ВКП(б) по кадрам, заместитель уполномоченного ЦК ВКП(б) по кадрам в Министерстве пищевой промышленности СССР, председатель Исполнительного комитета Костромского областного Совета, председатель Правления Костромского областного Союза потребительских обществ, 
заместитель председателя Правления Российского Союза потребительских обществ.
Делегат XIX съезда КПСС.